# Артево
Артево — пресноводное озеро в России, находится в Тевризском городском поселении Тевризского района на севере Омской области.
Водоём расположен в лесной зоне, в левобережье Иртыша, между впадением в него рек Тевриз и Оша, к северу от озера Утичье, на расстоянии 37 км к юго-востоку от районного центра посёлка Тевриз. Имеет лопастную форму, в которой выделяются восточный и западный плёсы. Площадь озера 23,3 км². Высота над уровнем моря — 66 м. Протяжённость озера 9,5 км, ширина колеблется от 450 м в районе центрального перешейка до 4 км в восточной части.
В северной части из озера вытекает речка Тевриз, русло которой заилилось и заросло тростником и камышом. Озеро окружено со всех сторон болотами. Острова на озере отсутствуют.
Имеются значительные запасы сапропеля. Озеро богато рыбой, в нём обитают карась, лещ, щука, окунь, судак, плотва и сазан.